# 吕济
吕济（法語：Luzy，法語發音：[lyzi]），法国中部市镇，位于勃艮第-弗朗什-孔泰大区涅夫勒省，隶属于希农堡（城）区，其市镇面积为41.67平方公里，2022年1月1日时人口数量为1,983人，在法国城市中排名第5,443位。
吕济位于涅夫勒省东南部，东侧和南侧与索恩-卢瓦尔省接壤，是一个区域性的中心城市，讷韦尔－沙尼铁路由此通过并设站，另有多条公路在此交汇。

## 地名来源
根据法国地名学家阿尔贝·多扎的观点，“Luzy”一名出自拉丁语人名“Lausius”；而当地史学家吕西安·格诺则认为“Luzy”转写自“luzière”，意为“祝圣石”，可能与当地的圣伯多禄教堂有关。

## 历史
吕济西南部曾发现新石器时期的人类活动遗迹。根据当地官方网站的论述，吕济最初于公元6世纪时在巴黎主教圣日耳曼的一份手记中被提及。公元1252年4月，当地领主布朗雄的亨利（Henri de Brancion）为吕济居民颁布贸易许可宪章。法国大革命后，吕济成为涅夫勒省的一个市镇。19世纪初，吕济境内出现皮革加工作坊。1867年9月讷韦尔－沙尼铁路建成后，吕济因铁路而得到发展。2014年，吕济市政府启动“Luzy village du futur”工程。

## 地理

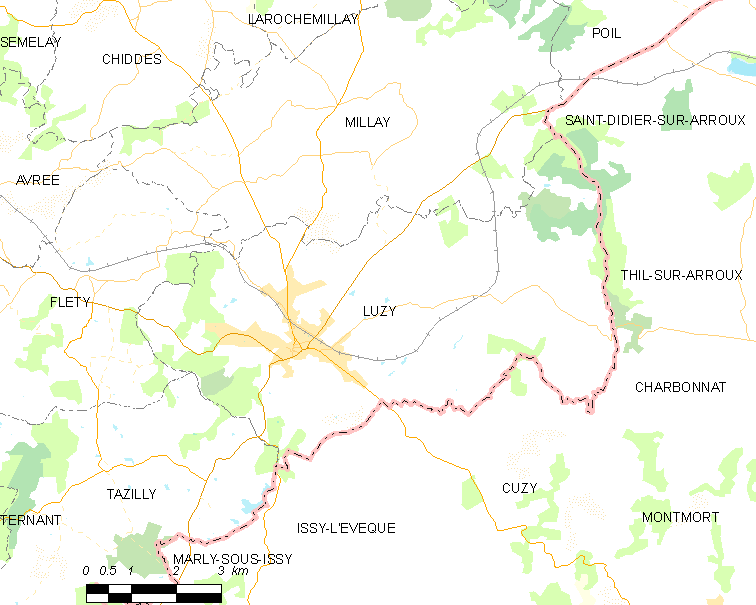
吕济市镇范围地图

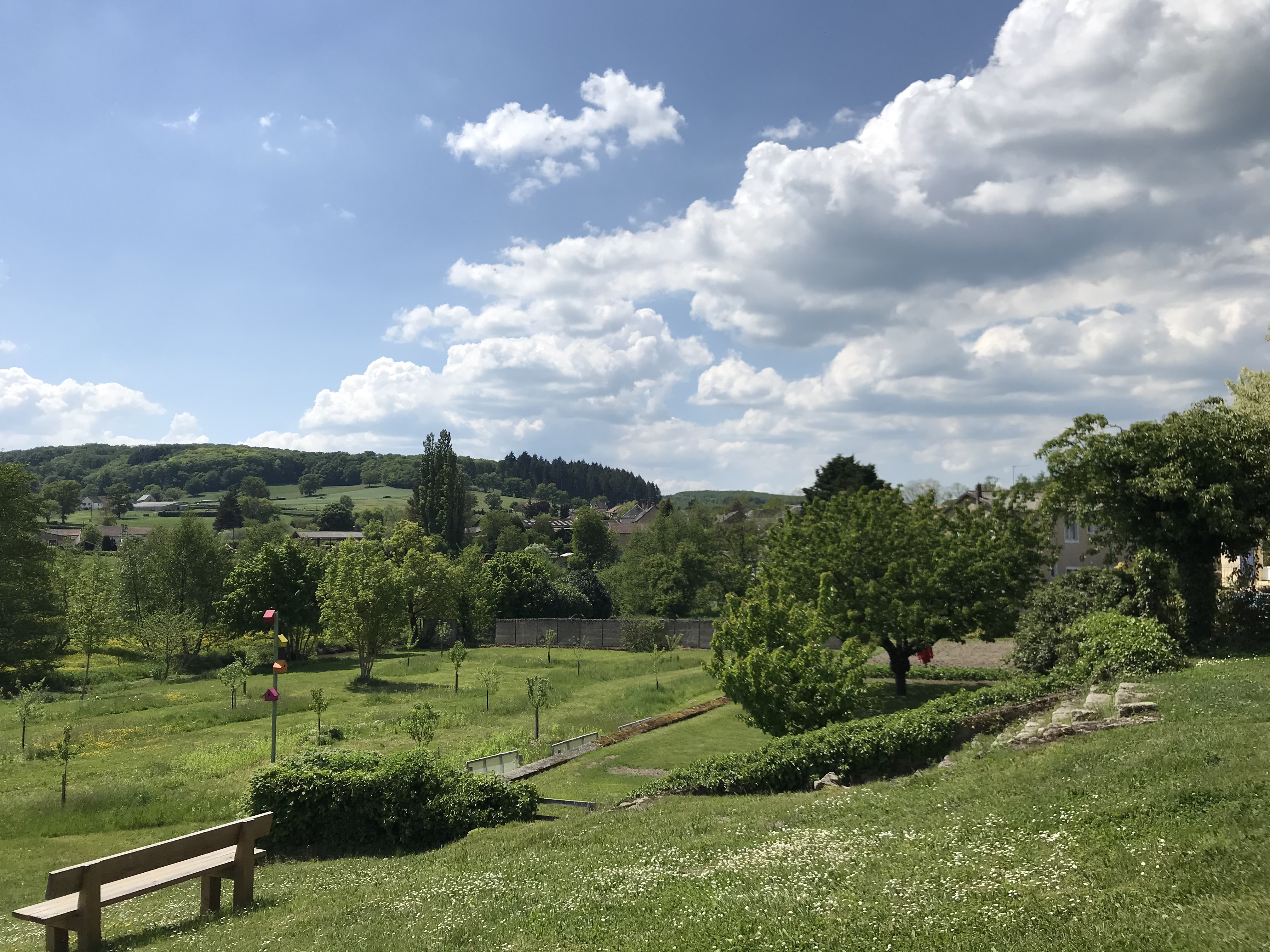
吕济附近的自然景观

吕济位于法国中部偏东，勃艮第-弗朗什-孔泰大区中西部和涅夫勒省东南部，距离省会讷韦尔大约77公里。与吕济接壤的市镇包括：沙尔博纳、屈济、伊西莱韦克、马尔利苏西西、弗莱蒂、米耶、阿鲁河畔圣迪迪耶、塔济伊、阿鲁河畔蒂勒。

### 地形
吕济位于莫尔旺山山脉南部腹地，广义上属于法国中央高原的东北部延伸地区，境内以浅丘和丘陵为主，市镇中心地势较为平坦，北侧起伏明显，全境海拔在252到512米之间。

### 水文
吕济位于卢瓦尔河流域范围内，阿莱讷河自东南向西北流经镇中心，该河是阿龙河的左岸支流。

### 植被
吕济属于温带阔叶混交林区，市镇范围东北部和西南部分别为普拉蒙树林（Bois de Plamont）和吕济大树林（Grand Bois de Luzy），镇中心的林地主要分布于铁路线附近。
在鲜花城市的评比中，吕济被评为2星级鲜花城市。

### 气候
吕济在柯本气候分类法中属于带有大陆性特征的温带海洋性气候，因其地形因素影响，当地降水相对偏多。
距离吕济最近的常年气象站位于拉罗什米耶境内，以下为该气象站的数据（其中日照数据取自讷韦尔）：
| 拉罗什米耶 1981年－2019年 | 拉罗什米耶 1981年－2019年 | 拉罗什米耶 1981年－2019年 | 拉罗什米耶 1981年－2019年 | 拉罗什米耶 1981年－2019年 | 拉罗什米耶 1981年－2019年 | 拉罗什米耶 1981年－2019年 | 拉罗什米耶 1981年－2019年 | 拉罗什米耶 1981年－2019年 | 拉罗什米耶 1981年－2019年 | 拉罗什米耶 1981年－2019年 | 拉罗什米耶 1981年－2019年 | 拉罗什米耶 1981年－2019年 | 拉罗什米耶 1981年－2019年 |
| 月份                      | 1月                       | 2月                       | 3月                       | 4月                       | 5月                       | 6月                       | 7月                       | 8月                       | 9月                       | 10月                      | 11月                      | 12月                      | 全年                      |
| ------------------------- | ------------------------- | ------------------------- | ------------------------- | ------------------------- | ------------------------- | ------------------------- | ------------------------- | ------------------------- | ------------------------- | ------------------------- | ------------------------- | ------------------------- | ------------------------- |
| 历史最高温 °C（°F）       | 15 (59)                   | 21 (70)                   | 25.5 (77.9)               | 30 (86)                   | 32.5 (90.5)               | 37 (99)                   | 40.5 (104.9)              | 42 (108)                  | 35 (95)                   | 29 (84)                   | 21.5 (70.7)               | 16 (61)                   | 42 (108)                  |
| 平均高温 °C（°F）         | 5.4 (41.7)                | 7.6 (45.7)                | 12 (54)                   | 15.6 (60.1)               | 20 (68)                   | 23.5 (74.3)               | 26.1 (79.0)               | 25.7 (78.3)               | 21.6 (70.9)               | 16.3 (61.3)               | 9.7 (49.5)                | 5.8 (42.4)                | 15.8 (60.4)               |
| 日均气温 °C（°F）         | 2.1 (35.8)                | 3.3 (37.9)                | 6.6 (43.9)                | 9.5 (49.1)                | 13.6 (56.5)               | 16.7 (62.1)               | 19 (66)                   | 18.7 (65.7)               | 15.2 (59.4)               | 11.1 (52.0)               | 5.8 (42.4)                | 2.7 (36.9)                | 10.4 (50.7)               |
| 平均低温 °C（°F）         | −1.2 (29.8)               | −1.1 (30.0)               | 1.2 (34.2)                | 3.4 (38.1)                | 7.2 (45.0)                | 10 (50)                   | 11.9 (53.4)               | 11.6 (52.9)               | 8.7 (47.7)                | 6 (43)                    | 1.9 (35.4)                | −0.3 (31.5)               | 4.9 (40.8)                |
| 历史最低温 °C（°F）       | −25 (−13)                 | −17.5 (0.5)               | −15 (5)                   | −6.5 (20.3)               | −3.5 (25.7)               | 0 (32)                    | 4 (39)                    | 1.5 (34.7)                | −1 (30)                   | −6.5 (20.3)               | −12.5 (9.5)               | −16.5 (2.3)               | −25 (−13)                 |
| 平均降水量 mm（）         | 146.5 (5.77)              | 127.7 (5.03)              | 111.8 (4.40)              | 107.7 (4.24)              | 120.9 (4.76)              | 103 (4.1)                 | 88.3 (3.48)               | 87.8 (3.46)               | 105.3 (4.15)              | 135.5 (5.33)              | 145 (5.7)                 | 157.1 (6.19)              | 1,436.6 (56.56)           |
| 月均日照時數              | 65.5                      | 85.6                      | 147.7                     | 170.3                     | 197.9                     | 223.2                     | 235                       | 227.5                     | 180                       | 121                       | 65.4                      | 54.9                      | 1,774                     |
| 来源：infoclimat.fr       |                           |                           |                           |                           |                           |                           |                           |                           |                           |                           |                           |                           |                           |

## 行政区划
吕济的市镇编号为58149，邮政编号为58170。
在行政管理方面，吕济隶属于法国勃艮第-弗朗什-孔泰大区涅夫勒省希农堡（城）区；在地方选举方面，吕济是吕济县的中央投票站所在地，其市镇范围全境被划入涅夫勒省第二选区；在社会管理方面，吕济是巴祖瓦-卢瓦尔-莫尔旺市镇公共社区的组成部分。
法国国家统计与经济研究所（简称）在进行数据统计时，未将吕济及划入任何城市核心区（Unité urbaine）、城市区（Aire urbaine）以及城市辐射区（Aire d'attraction）。此外，还将吕济市镇整体看作一个“块区”（IRIS），以便于统计人口分布情况。

## 交通

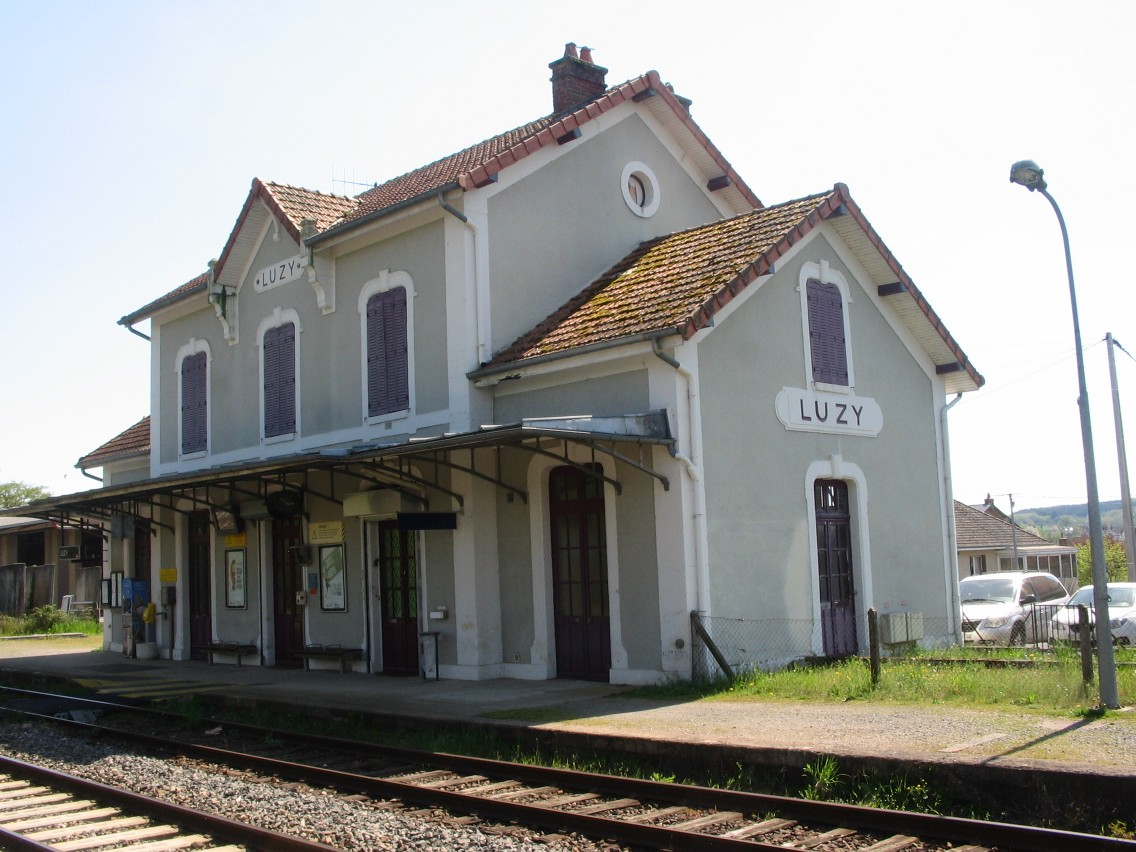
吕济火车站的主站房

### 公路
涅夫勒省省道D27线、D228线、D973线、D981线和D985线在吕济境内交汇。勃艮第-弗朗什-孔泰大区下属的城际客运提供校车巴士线路，可前往德西兹。
| 36 | 73 |

| 23 | 44 |

| 讷韦尔 | 76 |

| 德西兹 | 44 |

| 欧坦 | 34 |

| 格尼翁 | 31 |

| 希农堡 | 39 |

| 波旁朗西 | 28 |

2019年，63.9%的吕济家庭拥有至少一辆私人汽车。2012年，吕济境内共发生各类交通事故1起，造成1人遇难，1人受伤，其中1人重伤。

### 铁路
吕济位于讷韦尔－沙尼铁路上。吕济站位于市区东北部，停靠往返于讷韦尔和第戎一线的区域列车。

### 航空
距离吕济最近的民用航空站为多勒机场，距离吕济市中心的公路里程约137公里。

### 城市公共交通
截至2022年11月，吕济暂未城市公共交通系统。

## 政治

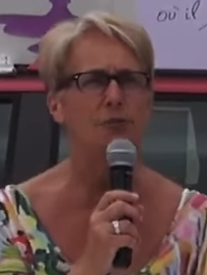
若瑟利娜·介朗

### 市政内阁
吕济的现任市长为若瑟利娜·介朗女士（Jocelyne GUÉRIN），她是一名左翼无党派人士的一名成员，在2020年的市政选举中获得了100.00%的支持率（无其他候选人）。
| 吕济历届市长   | 吕济历届市长                          | 吕济历届市长                   |
| 任期           | 市长                                  | 党派                           |
| -------------- | ------------------------------------- | ------------------------------ |
| 1944年－1953年 | Marie-Joseph BONDOUX 马里-约瑟夫·邦杜 | SFIO工人国际法国支部           |
| 1953年－1971年 | Daniel BENOIST 达尼埃尔·伯努瓦        | SFIO工人国际法国支部 →PS社会党 |
| 1971年－1975年 | Alain BENOIST 阿兰·伯努瓦             | PS社会党                       |
| 1976年－1983年 | Fernand BAUDIN 费尔南·博丹            | PS社会党                       |
| 1983年－1995年 | Casimir TERZAGHI 卡西米尔·泰尔扎吉    | PS社会党                       |
| 1995年－2000年 | Marcel JOYEUX 马塞尔·茹瓦耶           | DVD右翼无党派人士              |
| 2000年－2001年 | Daniel LAMBERT 达尼埃尔·朗贝尔        | DVD右翼无党派人士              |
| 2001年－2014年 | Jean-Louis ROLLOT 让-路易·罗洛        | PS社会党                       |
| 2014年－       | Jocelyne GUÉRIN 若瑟利娜·介朗         | PS社会党 →DVG左翼无党派人士    |

### 各级选举
| 吕济历届投票选举结果 | 吕济历届投票选举结果 | 吕济历届投票选举结果 | 吕济历届投票选举结果 | 吕济历届投票选举结果      | 吕济历届投票选举结果 | 吕济历届投票选举结果 | 吕济历届投票选举结果      | 吕济历届投票选举结果 | 吕济历届投票选举结果 |
| 选举项目             | 选举范围             | 选区单位             | 选区单位内的选举结果 | 选区单位内的选举结果      | 选区单位内的选举结果 | 选区单位内的选举结果 | 选区单位内的选举结果      | 选区单位内的选举结果 | 参考资料             |
| 选举项目             | 选举范围             | 选区单位             | 第一轮胜出者         | 第一轮胜出者              | 支持率               | 第二轮胜出者         | 第二轮胜出者              | 支持率               | 参考资料             |
| -------------------- | -------------------- | -------------------- | -------------------- | ------------------------- | -------------------- | -------------------- | ------------------------- | -------------------- | -------------------- |
| 2017年法國總統選舉   | 法國                 | 市镇                 |                      | 埃马纽埃尔·马克龙         | 30.2%                |                      | 埃马纽埃尔·马克龙         | 67.01%               | [ 17 ]               |
| 2017年法国立法选举   | 涅夫勒省第二选区     | 市镇                 |                      | 帕特里斯·佩罗             | 42.21%               |                      | 帕特里斯·佩罗             | 63.27%               | [ 17 ]               |
| 2019年欧洲议会选举   | 法國                 | 市镇                 |                      | 纳塔莉·卢瓦索             | 27.92%               | （不适用）           | （不适用）                | （不适用）           | [ 19 ]               |
| 2021年法国省级选举   | 涅夫勒省             | 县                   |                      | 若瑟利娜·介朗 米歇尔·米洛 | 50.49%               |                      | 若瑟利娜·介朗 米歇尔·米洛 | 55.86%               | [ 20 ]               |
| 2021年法国省级选举   | 涅夫勒省             | 市镇                 |                      | 若瑟利娜·介朗 米歇尔·米洛 | 66.01%               |                      | 若瑟利娜·介朗 米歇尔·米洛 | 68.57%               | [ 20 ]               |
| 2021年法国大区选举   |                      | 市镇                 |                      | 玛丽-吉特·迪费            | 47.12%               |                      | 玛丽-吉特·迪费            | 59.12%               | [ 21 ]               |
| 2022年法国总统选举   | 法國                 | 市镇                 |                      | 埃马纽埃尔·马克龙         | 32.97%               |                      | 埃马纽埃尔·马克龙         | 57.66%               | [ 17 ]               |
| 2022年法国立法选举   | 涅夫勒省第二选区     | 市镇                 |                      | 帕特里斯·佩罗             | 39.51%               |                      | 帕特里斯·佩罗             | 49.13%               | [ 17 ]               |

## 人口
2019年，吕济市镇人口数量为1,988，在法国排名第5,443位。其中男性930人，女性1,058人，75岁及以上人口占20.0%，外籍人口数量为114人，人口密度为48人/平方公里，当地居民被称为（男性）或（女性）。2020年，吕济境内出生15人，死亡人口49人。
| 吕济1901年－2019年人口变化情况 |
|                                |
| 数据来源：Cassini、INSEE       |

## 经济

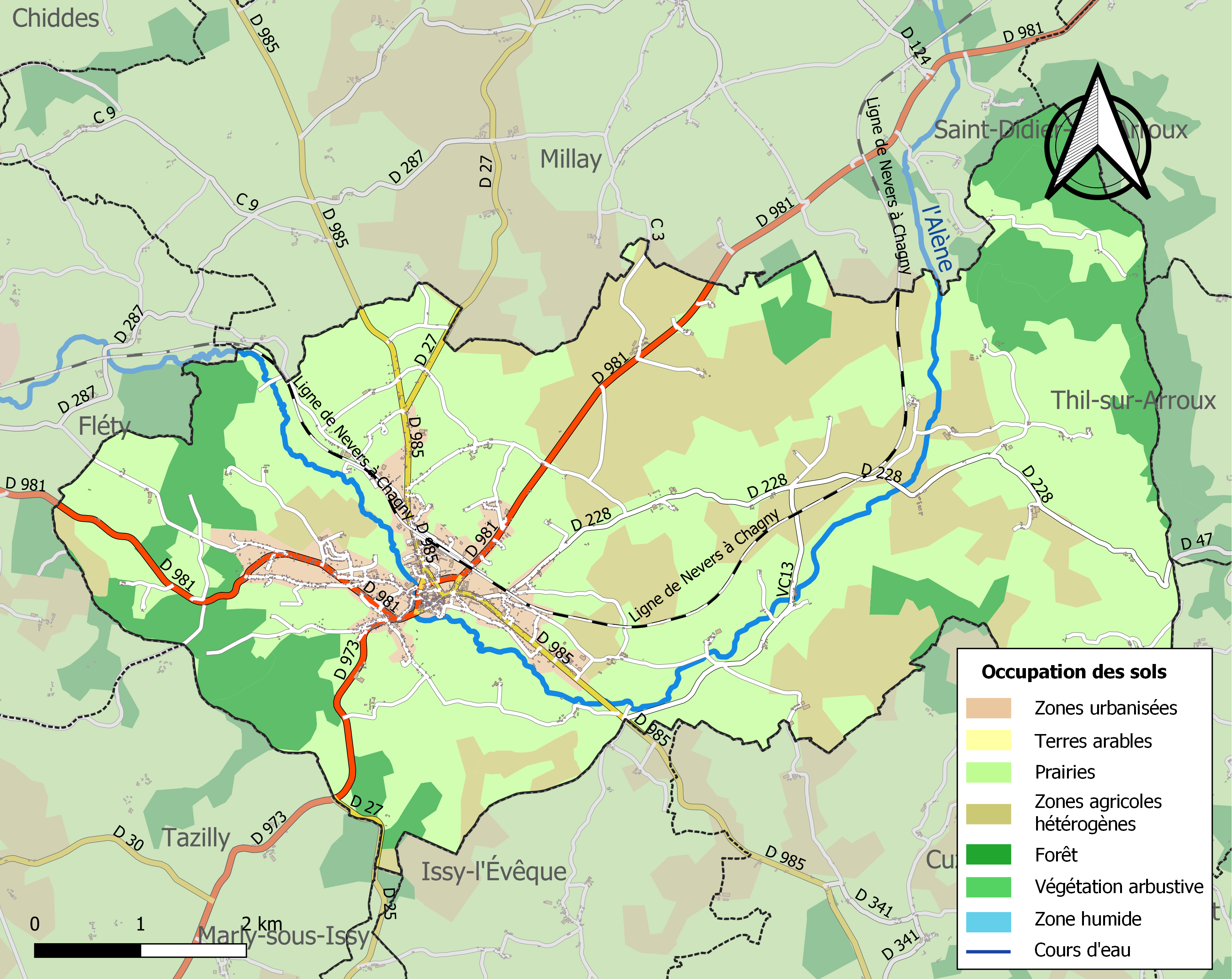
吕济土地利用情况地图

吕济是一个区域性的中心城市。截止2022年11月，吕济市镇范围内共有各类用人单位（包含自雇）363家，平均历史为22年，均为中小型企业（PME），2022年9月至11月间，当地的经济活力指数为0.28%。（印刷）、（建筑）及（眼镜店）是当地2021年营业额最高的三个企业，分别为6,680,880欧元、589,621欧元和200,036欧元。

## 财政与居民收入
2020年，吕济的财政收入总额为2,541,260欧元，财政支出总额为1,865,910欧元，当年的债务总额为3,296,270欧元。2021年，吕济市镇共获得520,233欧元的国家财政补助，比上一年增加了2.25%。
2020年，吕济的人均月收入总额为1,608欧元，其中高级职员为2,822欧元，低于法国平均水平（4,230欧元）；中级职员为2,108欧元，低于法国平均水平（2,411欧元）；普通职员为1,309欧元，亦低于法国平均水平（1,740欧元）。
2019年，吕济境内的青壮年（15至64岁）失业率为11.6%，当地48.1%的家庭拥有纳税资格，平均纳税1,725欧元，低于法国平均水平（3,910欧元）。

## 社会事务

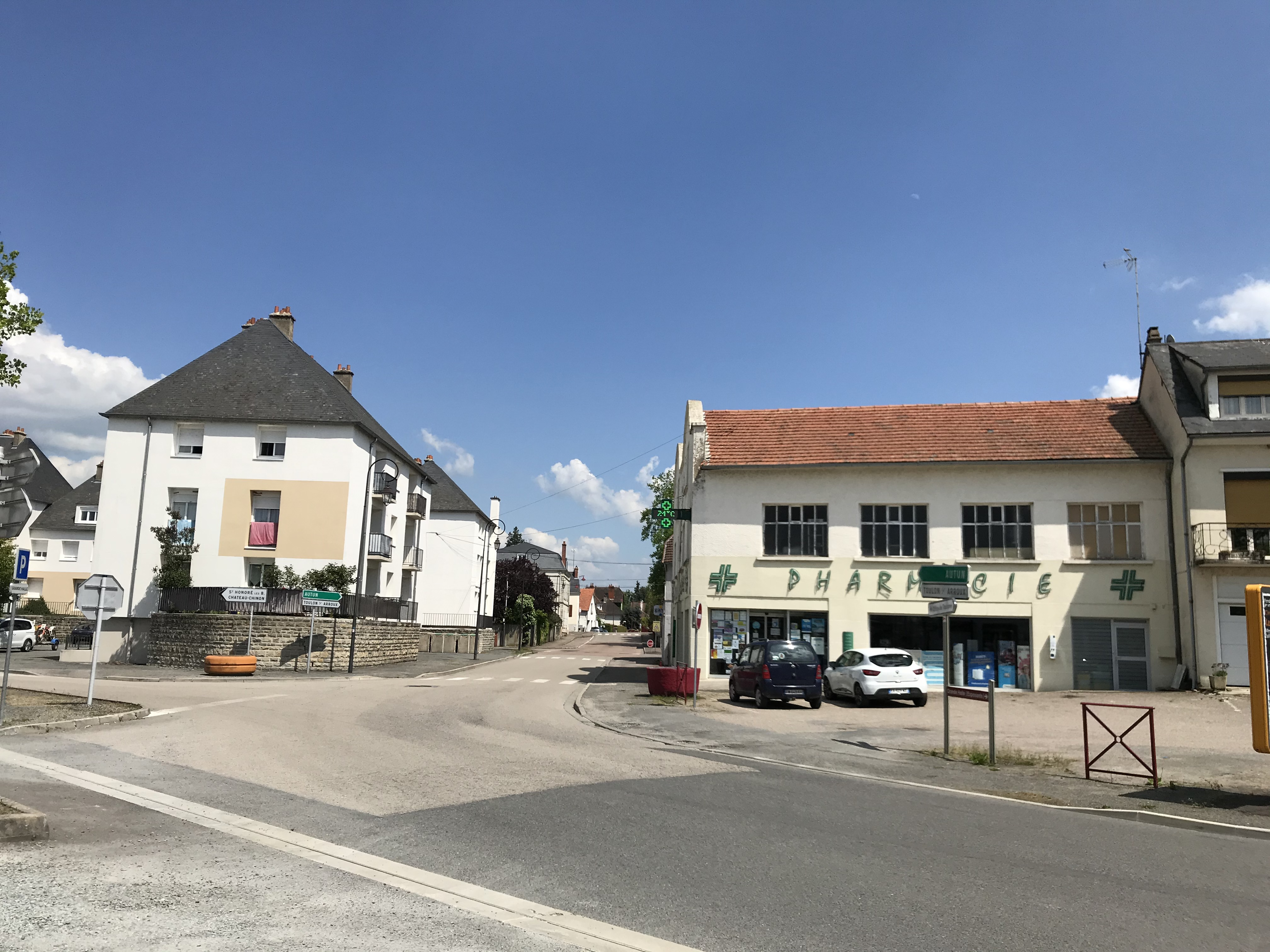
吕济的一处药房

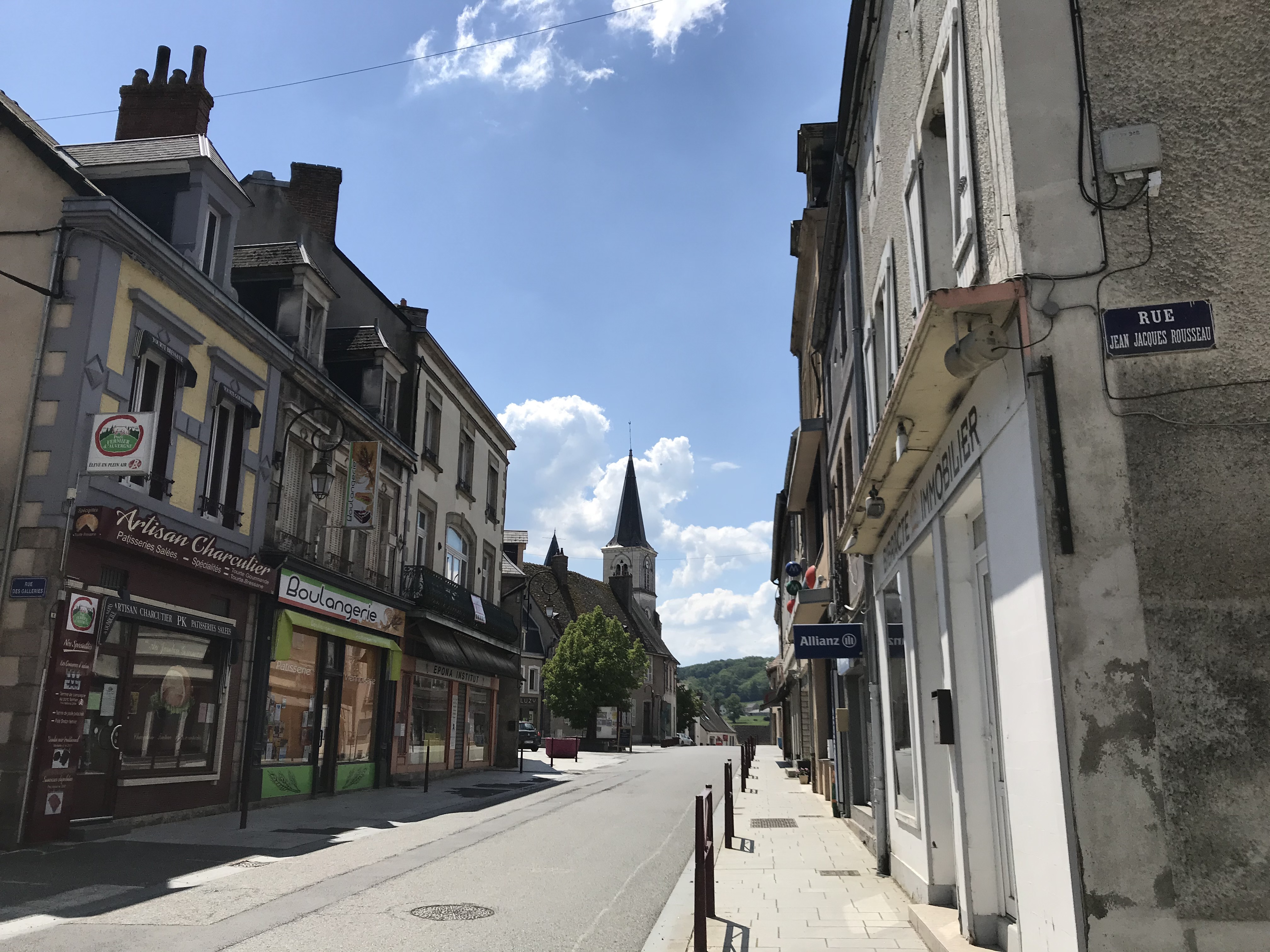
吕济镇中心的共和国街

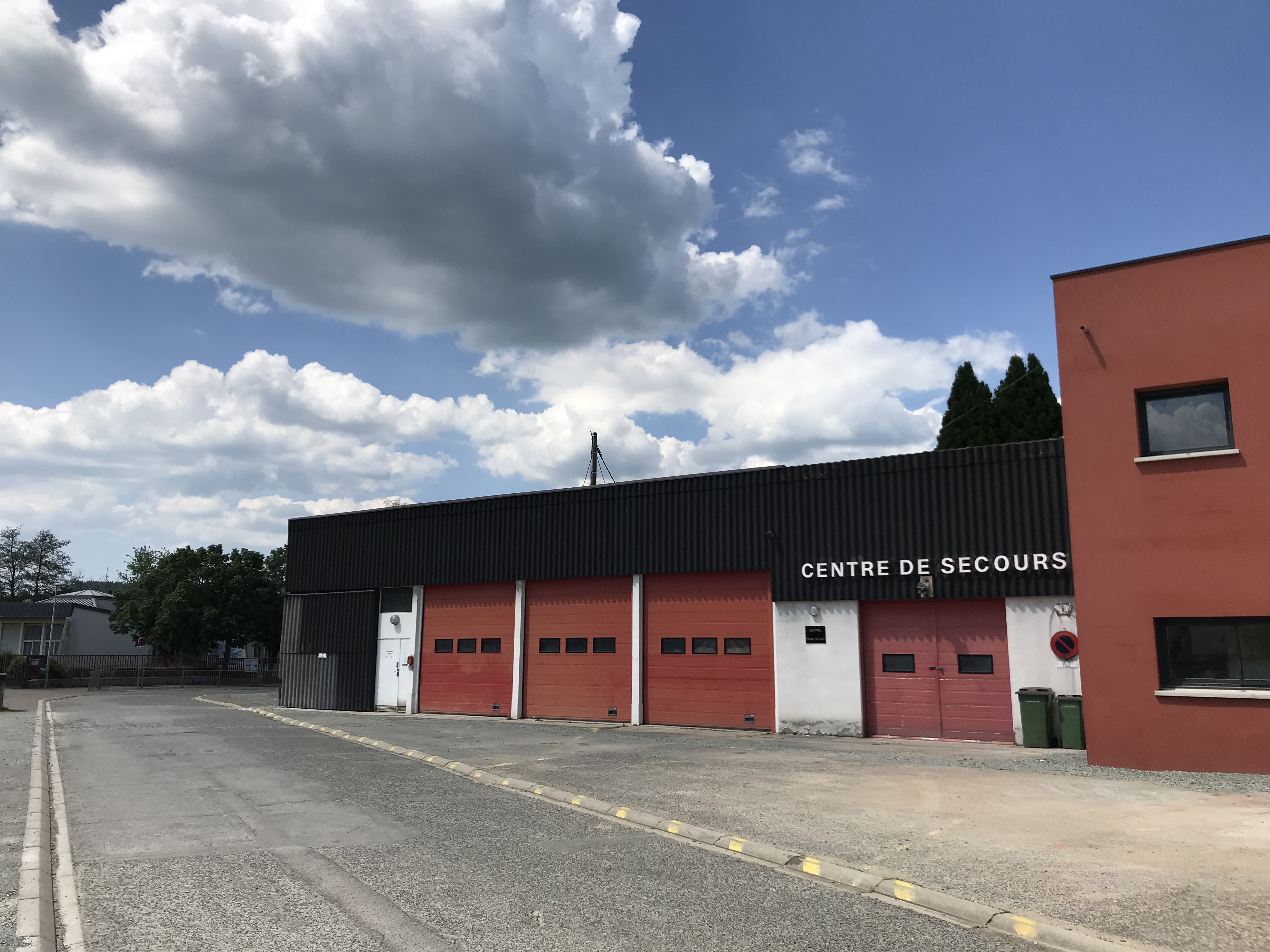
消防站

### 教育
吕济属于第戎学区。截止2021年1月1日，吕济境内共有1所小学和1所初级中学。2018至2019学年度，吕济境内共有在校中等教育阶段学生143名。

### 医疗
截止2021年1月1日，吕济境内共有全科医生6名、保健师3名、牙医2名、护士5名和助产士1名。境内共有药房2家。
距离吕济最近的区域性医疗机构为欧坦中心医院（Centre Hospitalier d'Autun），其主病区位于欧坦市区西侧，距离吕济市区的正常车程大约26分钟，该院设有床位209个，是当地规模最大的公立综合性医院。

### 住房
2019年，吕济境内共有各类住房1,335套，其中80.2%为独立式居民区，19.3%为集中式居民区。常住房屋占吕济市镇范围内居民建筑总量的75.6%。
在住房保障政策方面，2021年，吕济境内共有138户家庭获得了住房经济补助，受益人数占总人口数量的6.9%，其中133份为房租补助。

### 商业
2021年，吕济境内共有各类实体商铺66家，其中餐厅8家、大型超市4家、面包房5家、肉铺2家、书店2家、银行门店1家、美容美发店6家、汽车维修店6家。市区西部建有b1购物超市。

### 体育
2021年，吕济境内共有1家游泳池、1间体育馆、3处网球场、1处足球或橄榄球场以及1处篮球或排球场。
截至2022年11月，吕济-米耶体育联盟（US Luzy Millay，编号548305）是吕济境内唯一的一家注册足球俱乐部，该俱乐部主队2022至2023赛季参加涅夫勒省足球联赛乙组（法国第十级别），其主场为让·勒穆瓦纳球场（Stade Jean Lemoine）。

### 环境
吕济的环境事务由其所属的巴祖瓦-卢瓦尔-莫尔旺市镇公共社区联合各级政府协调负责。2021年，吕济境内暂无污染企业。

### 治安
2021年，吕济市镇范围内有1处宪兵队。
吕济及其附近的共121个市镇是希农堡城国家宪兵队的管辖范围。2020年，该宪兵队累计记录各类案件1,053起，其中盗窃类案件468起，经济类案件212起，毒品交易类案件102起。

## 文化

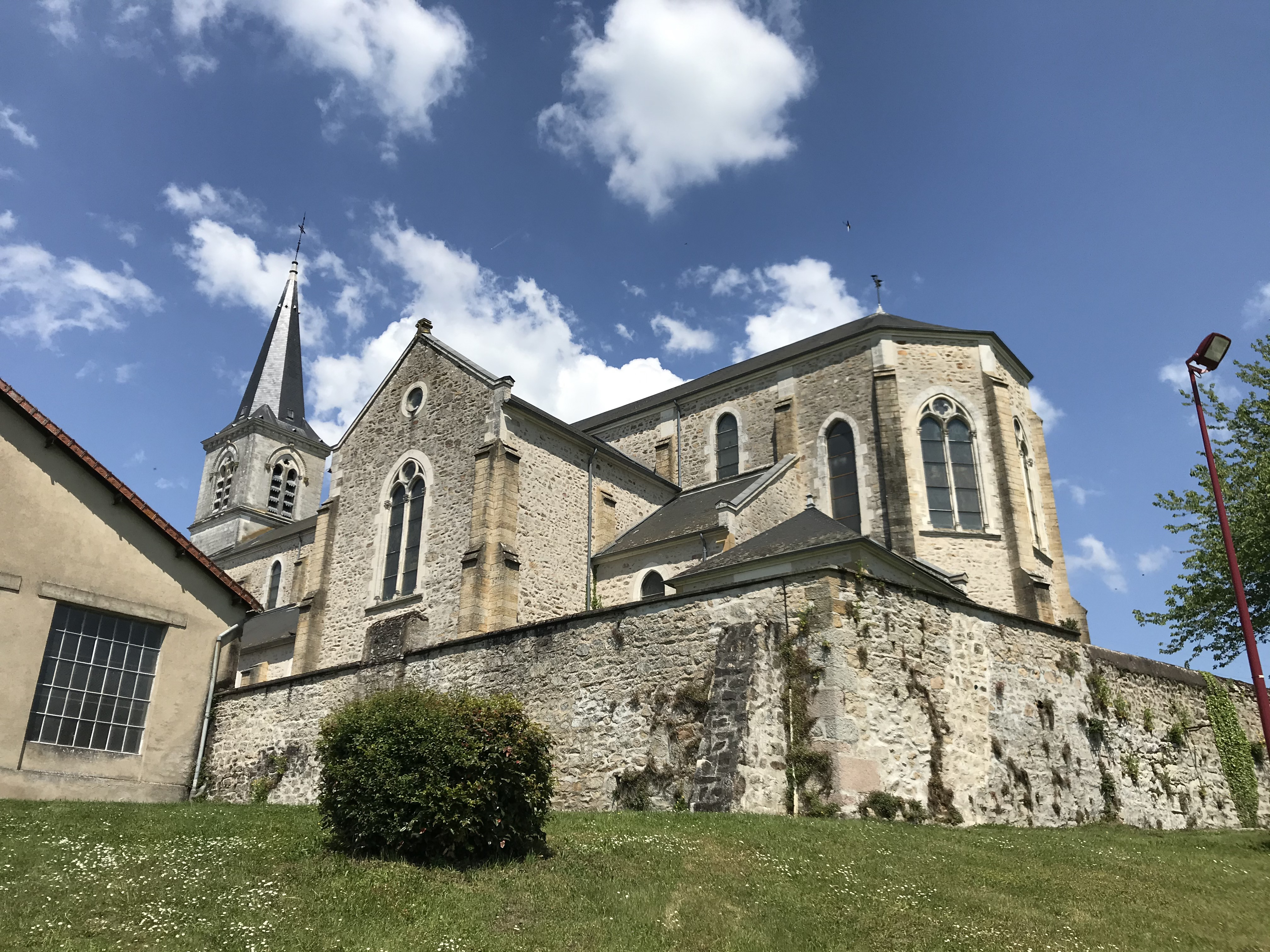
圣伯多禄教堂

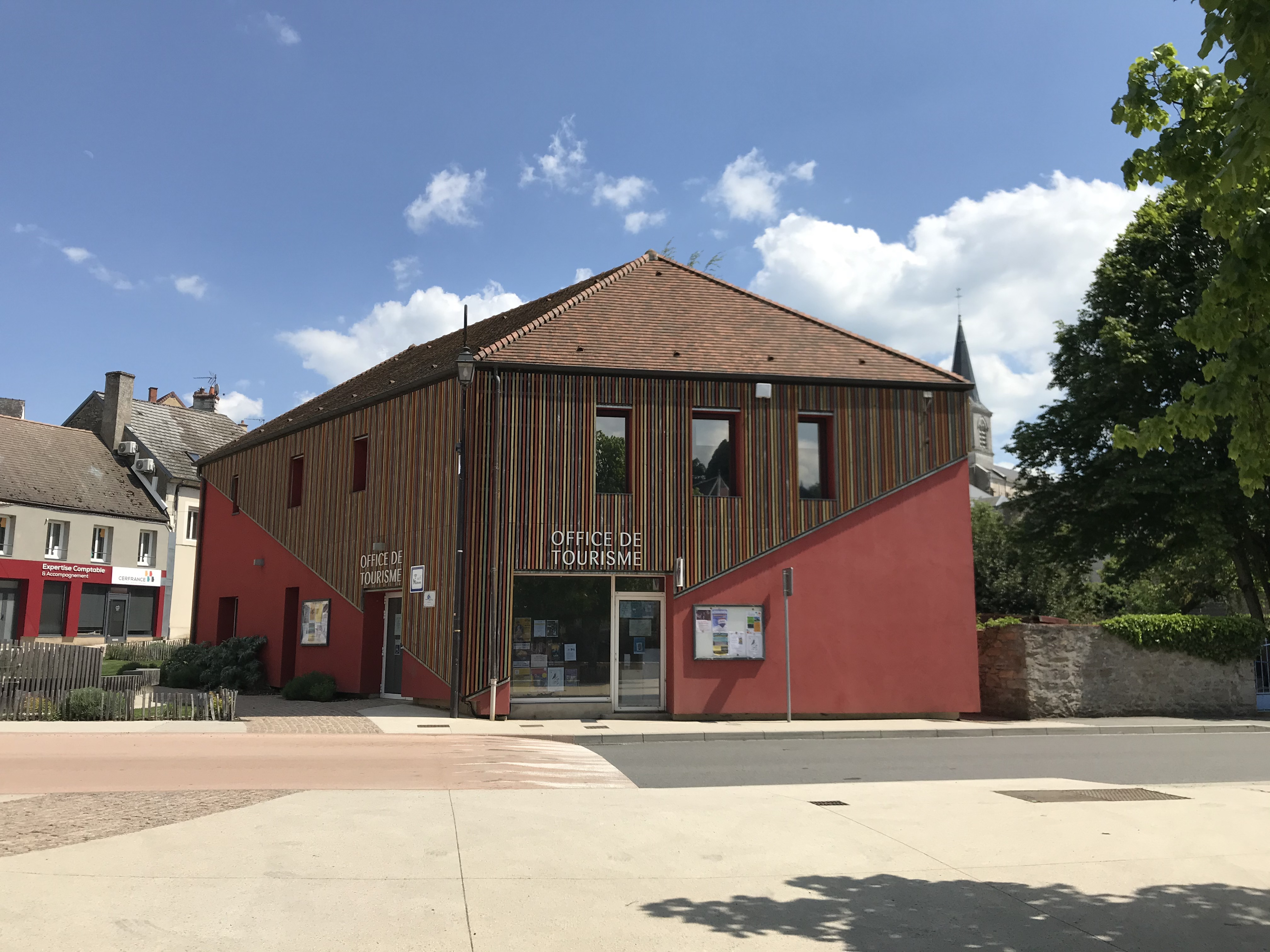
吕济游客接待中心

2021年，吕济境内有1家电影院。吕济市政府提供多媒体中心，每周二至六向公众开放。

### 建筑
吕济境内有多处历史建筑，其中镇中心的吕济圣伯多禄教堂（Église Saint-Pierre de Luzy）是当地的地标性建筑物。

### 旅游
吕济的旅游事务由其所属的巴祖瓦-卢瓦尔-莫尔旺市镇公共社区负责。2022年，吕济境内共有2家酒店共计19间房间；另有2个露营地，可容纳共186辆露营车。

### 媒体
法国主要的媒体均可在吕济接收，法国电视三台下属的勃艮第-弗朗什-孔泰大区频道在部分时段播出吕济所属区域的地方新闻。一号广播、震动广播、《中部日报》等是当地主要的地方性媒体。

## 相关人物
法国政治家加埃唐·戈尔斯和足球裁判阿莫里·德勒吕出生于吕济。

## 友好城市
截至2022年11月，吕济共与一座城市互为友好城市关系：
- 德国 埃默尔斯豪森